# Pedeutologia
Pedeutologia (gr. paideutes – nauczyciel, wychowawca, logos – nauka) – dział pedagogiki zajmujący się zagadnieniami dotyczącymi nauczyciela (określenie oznaczające zawód, misję lub powołanie); główne kierunki badań pedeutologicznych: osobowość nauczyciela, jego uzdolnienia i autorytet, predyspozycje kandydatów do zawodu oraz kształcenie nauczycieli, etyka zawodu nauczycielskiego, kształtowanie się zawodu i funkcji społecznej nauczycielstwa. Problemy te były analizowane od czasów starożytnych, jednak pedeutologię wyodrębniono w XIX–XX wieku. Istotną rolę odegrał Johann Friedrich Herbart — niemiecki filozof, psycholog i pedagog, twórca „pedagogiki naukowej” i uniwersyteckiego seminarium pedagogicznego w Królewcu, opierający pedagogikę przede wszystkim na etyce i psychologii. 